# Robert Fabri
Robert Fabri (né à Anvers le 20 avril 1839 et mort dans la même ville le 1er janvier 1909) est un sculpteur belge.
Lauréat en 1859 du Prix de Rome belge en sculpture, il réalise des sujets allégoriques et mythologiques, de même que des bustes.

## Biographie

### Famille
Robert (Robertus Joannes) Fabri, né à Anvers le 20 avril 1839, est le fils de Guilielmus Fabri, boulanger, et d'Anna Catharina Wuyts. 

### Formation et Prix de Rome
Dès 1850, Robert Fabri étudie la sculpture l'art à l'Académie royale des beaux-arts d'Anvers et obtient en 1856 le prix d'excellence en modelage et le premier prix en anatomie. Il suit les cours de Joseph Geefs (composition historique, modèle vivant, anatomie du squelette et anatomie des muscles), mais également les leçons de Jean Antoine Verschaeren (expression) et de Louis De Taeye (histoire et costume). À l'issue de sa formation académique en mai 1859, Robert Fabri reçoit deux premiers prix et cinq seconds prix sur les huit décernés. 
En 1859, Robert Fabri remporte le prestigieux Prix de Rome belge de sculpture grâce à son bas-relief intitulé La dernière entrevue de Moïse et Aaron avec Pharaon,. De 1860 à 1862, il séjourne à Rome, où il arrive avec Louis Baeckelmans, qui avait remporté le Prix de Rome d'architecture un an plus tôt. Il étudie, sur la base de moulures, les sculptures grecques d'Égine conservées à l'Académie de Saint-Luc.

### Candidature à l'Académie
En 1885, il ne réussit pas à obtenir un poste de professeur vacant pour le quatrième degré d'études à l'Académie d'Anvers, bien que proposé comme candidat par le conseil d'administration et le conseil communal. Le ministère choisit de nommer le sculpteur Frans Deckers, clérical affirmé, ami de Jan de Laet, homme politique anversois, qui n'avait même pas postulé en vue d'obtenir le poste professoral. Cette décision provoque une certaine agitation parmi le monde de l'art anversois. Robert Fabri obtient toutefois un poste de professeur de taille de marbre à l'École industrielle d'Anvers et conserve ses fonctions jusqu'à sa mort.

### Mort et postérité
Robert Fabri meurt, célibataire, à l'âge de 69 ans, à la clinique Sainte-Élisabeth d'Anvers, le 1er janvier 1909. Il est inhumé trois jours plus tard au cimetière du Kiel à Anvers.
Le peintre Jan Stobbaerts a peint un portrait de Robert Fabri, aujourd'hui conservé au Musée royal des Beaux-Arts d'Anvers.

## Œuvre

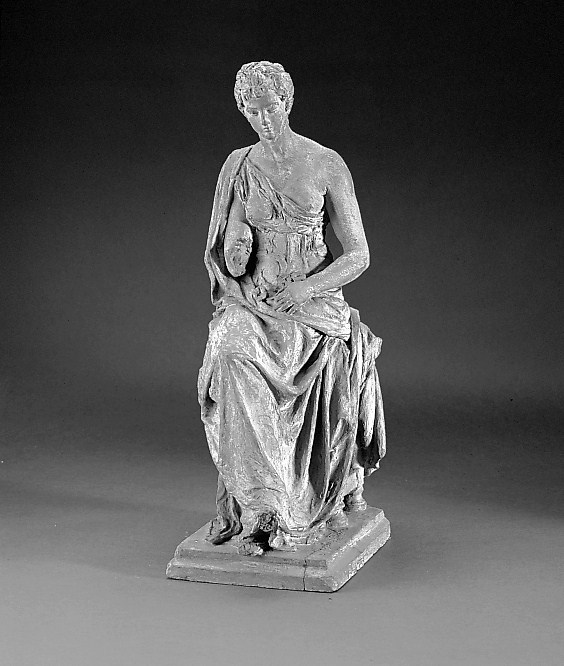
Robert Fabri - Jeune femme élancée, portant une longue robe drapée et des fleurs sur les genoux, Fondation Roi Baudouin.

En 1881, Robert Fabri sculpte le buste de l'homme politique anversois Edouard Moretus. Ensuite, il réalise deux des quarante-huit statues représentant les artisans au square du Petit Sablon à Bruxelles inaugurées en 1890 : Les marchands de draps et chaussetiers et Les selliers et carrossiers.
Le Musée royal des Beaux-Arts d'Anvers possède une statue en marbre Le Vin et deux statues en plâtre L'Art arabe et L'Art de la gravure. Il réalise la stèle funéraire du poète Johan Michiel Dautzenberg au cimetière d'Ixelles. En 1904, il participe au Salon triennal d'Anvers en exposant un groupe en bronze Junon après le jugement de Pâris. Il présente la statuette en plâtre d'une Parque lors de l'inauguration de la salle des fêtes de la ville d'Anvers en 1908.